# United States Domestic Policy Council
Der Domestic Policy Council (DPC) der Vereinigten Staaten ist das Hauptforum, das vom Präsidenten der Vereinigten Staaten für die Beratung innenpolitischer Angelegenheiten genutzt wird, mit Ausnahme von wirtschaftlichen Angelegenheiten, die in die Zuständigkeit des Nationalen Wirtschaftsrats fallen. Der Rat ist Teil des Office of White House Policy, das den DPC, den National Economic Council und verschiedene untergeordnete Büros wie das Office of National AIDS Policy umfasst. Der Direktor des DPC trägt den Titel "Assistant to the President and Director of the Domestic Policy Council".
Der Rat für Innenpolitik wurde am 11. April 1985 von Präsident Ronald Reagan gegründet. Präsident George H. W. Bush gründete den Rat am 8. Februar 1989 neu. Am 16. August 1993 wurde der Rat durch die Executive Order 12859 erweitert. Der Rat überwacht die Entwicklung und Umsetzung der innenpolitischen Agenda des Präsidenten und stellt die Koordination und Kommunikation zwischen den Leitern der relevanten Bundesämter und -behörden sicher.
Schon vor der formellen Gründung des DPC gab es im Weißen Haus seit den 1960er Jahren eine Art innenpolitischen Stab. Präsident Lyndon B. Johnson beauftragte einen hochrangigen Berater mit der Organisation des Stabs und der Entwicklung der Innenpolitik. 1970 erließ Präsident Richard Nixon eine Exekutivanordnung, die das Office of Policy Development schuf, ein Büro im Weißen Haus mit Zuständigkeit für Wirtschafts- und Innenpolitik. Präsident Bill Clinton änderte die Struktur erneut, indem er das Büro aufspaltete und den heutigen Rat für Innenpolitik und den Nationalen Wirtschaftsrat schuf.

## Assistants to the President for Domestic Policy
| Person                     | Amtsanfang        | Amtsende          | Präsident         |
| -------------------------- | ----------------- | ----------------- | ----------------- |
| Daniel Patrick Moynihan    | 13. Januar 1969   | 4. November 1969  | Richard Nixon     |
| John Ehrlichman            | 4. November 1969  | 30. April 1973    | Richard Nixon     |
| Melvin Laird               | 1. Mai 1973       | 8. Januar 1974    | Richard Nixon     |
| Kenneth Reese Cole Jr.     | 8. Januar 1974    | 28. Februar 1975  | Richard Nixon     |
| Kenneth Reese Cole Jr.     | 8. Januar 1974    | 28. Februar 1975  | Gerald Ford       |
| James M. Cannon            | 28. Februar 1975  | 20. Januar 1977   |                   |
| Stuart E. Eizenstat        | 20. Januar 1977   | 20. Januar 1981   | Jimmy Carter      |
| Vakant                     | 20. Januar 1981   | 20. Juni 1985     | Ronald Reagan     |
| Ralph Bledsoe              | 20. Juni 1985     | 30. März 1987     | Ronald Reagan     |
| T. Kenneth Cribb Jr.       | 30. März 1987     | 2. Dezember 1987  | Ronald Reagan     |
| David M. McIntosh          | 2. Dezember 1987  | 8. September 1988 | Ronald Reagan     |
| Dan Crippen                | 8. September 1988 | 20. Januar 1989   | Ronald Reagan     |
| Roger B. Porter            | 20. Januar 1989   | 20. Januar 1993   | George H. W. Bush |
| Carol Rasco                | 20. Januar 1993   | 20. Dezember 1996 | Bill Clinton      |
| Bruce Reed                 | 20. Dezember 1996 | 20. Januar 2001   | Bill Clinton      |
| John Bridgeland            | 20. Januar 2001   | 30. Januar 2002   | George W. Bush    |
| Margaret Spellings         | 30. Januar 2002   | 5. Januar 2005    | George W. Bush    |
| Claude Alexander Allen Jr. | 5. Januar 2005    | 9. Februar 2006   | George W. Bush    |
| Karl Zinsmeister           | 24. Mai 2006      | 20. Januar 2009   | George W. Bush    |
| Melody Barnes              | 20. Januar 2009   | 2. Januar 2012    | Barack Obama      |
| Cecilia Muñoz              | 10. Januar 2012   | 20. Januar 2017   | Barack Obama      |
| Andrew Bremberg            | 20. Januar 2017   | 2. Februar 2019   | Donald Trump      |
| Joe Grogan                 | 2. Februar 2019   | 24. Mai 2020      | Donald Trump      |
| Brooke Rollins             | 24. Mai 2020      | 20. Januar 2021   | Donald Trump      |
| Susan Rice                 | 20. Januar 2021   | 26. Mai 2023      | Joe Biden         |
| Neera Tanden               | 26. Mai 2023      | 20. Januar 2025   | Joe Biden         |
| Vince Haley                | 20. Januar 2025   |                   | Donald Trump      |